# Église St Mary the Great
 (juin 2014).
Si vous disposez d'ouvrages ou d'articles de référence ou si vous connaissez des sites web de qualité traitant du thème abordé ici, merci de compléter l'article en donnant les références utiles à sa vérifiabilité et en les liant à la section « Notes et références ».
St Mary the Great est une église britannique située à Cambridge, connue localement sous le nom de Great St Mary’s ou plus simplement GSM.
En plus d’être une église paroissiale dans le diocèse d'Ely, elle est l’église de l'université de Cambridge. En soi, elle possède un rôle mineur dans la législation de cette dernière : par exemple, le corps enseignant doit résider au maximum à vingt miles de la Great of St Mary’s, et les étudiants trois. L’église accueille également les Sermons des Universités, héberge l’Orgue et l’Horloge des Universités. 
Les derniers carillons, nommés Carillons de Cambridge furent plus tard utilisés par la tour de l’horloge du parlement britannique  (« Big Ben »). Ils sont à l'origine des « Westminster Quarters », la mélodie célèbre jouée par de nombreuses horloges pour sonner les heures.[réf. nécessaire]